# Madakeripura, Davanagere
Madakeripura là một làng thuộc tehsil Davanagere, huyện Davanagere, bang Karnataka, Ấn Độ.